# Pashtshenkoa
Pashtshenkoa is een vliegengeslacht uit de familie van de roofvliegen (Asilidae).

## Soorten
- P. clypeatus (Becker, 1915)
- P. kaszabi (Lehr, 1975)
- P. lanzarotae (Weinberg & Baez, 1989)
- P. sanguensis (Oldroyd, 1964)
- P. schistaceus (Becker, 1908)